# Inductief gekoppeld plasma
Inductief gekoppeld plasma of ICP (inductively coupled plasma) of juister ICP-AES, is een analytische techniek die de elementsamenstelling van een monster kan vaststellen.
Bij de ICP-AES wordt gebruikgemaakt van licht dat door een atoom, ion of molecuul wordt uitgezonden wanneer het van een hogere energietoestand naar een lagere energietoestand gaat. Het wordt met behulp van een plasma in een hogere energietoestand gebracht. Een plasma kan bijvoorbeeld bestaan uit een gelijkstroom vlamboog tussen koolspitsen en heeft dan een temperatuur van 4000-5000 K. Maar dit is geen ICP maar een DCP, een direct current plasma.

## Inductief gekoppeld plasma
ICP (inductively coupled plasma) - een plasma is de vierde vorm die materie kan aannemen (naast vast, vloeibaar en gas). Het bestaat uit vrijwel uitsluitend vrije ionen en elektronen, zodat het elektrisch geleidend is. Een plasma bij deze technieken is in principe elektrisch neutraal, ofwel er zijn evenveel enkelvoudig positief geladen ionen als negatief geladen vrije elektronen.
Een plasma bij deze vormen van ICP is bijna altijd een argonplasma. Het wordt gevormd door argon te ioniseren volgens de volgende reactie: (Ar → Ar+ + e−) en die in stand te houden door het toevoegen van een hoogfrequent veld.
Nadat het monster in het plasma is gebracht, zal dat door de hoge temperatuur uiteenvallen in individuele atomen, die vervolgens worden geïoniseerd (M → M+ + e−). 

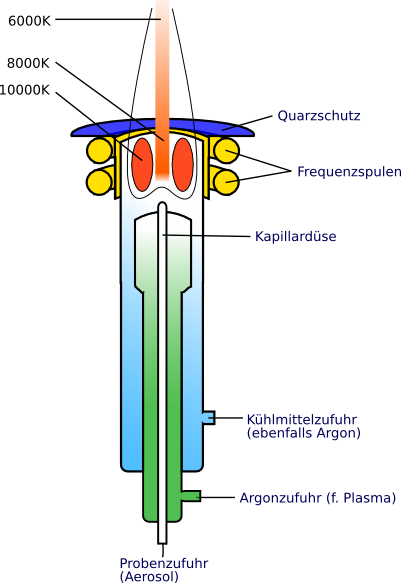
ICP-toorts

### Het vormen van een plasma
Een plasma voor deze technieken wordt gevormd in een kwartstoorts, die bestaat uit drie concentrische buizen met een uitwendige diameter van ongeveer 20 millimeter. De buis is omgeven door een paar windingen van een koperen buis van ongeveer 3 mm waar koelgas of water door stroomt en waar door middel van een hoogfrequent generator een hoogfrequent veld in wordt opgewekt van ong 1,3 kilowatt met een frequentie van 27,12 of 40,68 MHz.

### De bouw van de toorts
De uitstroomspleet tussen de buitenste twee buizen is relatief klein (plm. 1,5 mm) maar er gaat een grote gasstroom door (15 l/min) die voornamelijk dient om het hete plasma (geschat wordt 10.000 K) van de wand weg te houden. Tussen de tweede en derde buis is de ruimte aanmerkelijk groter (plm. 4 mm) maar de gasflow is kleiner (plm. 1 l/min) Deze gasstroom vormt het hoofddeel van het plasma en duwt het plasma ook iets naar voren, vrij van de tweede en derde buis.
De derde, binnenste buis heeft een diameter van ongeveer 5 mm en een gaatje van 1 tot 2 mm. Hier stroomt het gas door dat het verstoven monster bevat. De gashoeveelheid is ook plm. 1 l/min, maar de uittreedsnelheid is relatief groot, zodat er een kouder “analytisch kanaal” in het centrum van het plasma ontstaat, waar alle elementen van het monster door de hoge temperatuur (meer dan 5000 K) worden geïoniseerd, waarbij de meeste atomen hun minst gebonden elektron verliezen en dus enkel geladen zijn. Bij terugval naar hun niet-geïoniseerde toestand zenden ze hun karakteristieke spectrum uit.

### De start van het plasma
Het plasma wordt meestal gestart door een hoogspanningsvonkontlading, die een ionisatiekern veroorzaakt en een lawine-effect opstart dat door het hoogfrequent veld wordt versterkt omdat de vrije elektronen sterk worden versneld door het wisselende veld en door botsingen met andere atomen nog meer elektronen vrij maken. Deze kettingreactie vindt plaats in enkele milliseconden en het resultaat is, als de condities juist zijn, een stabiel plasma dat zich binnen de buitenste buis bevindt.

#### Voordeel van argon
Een argonplasma heeft verschillende voordelen boven een plasma van een ander gas:
- Argon is voldoende aanwezig in de atmosfeer door het radioactieve verval van kalium en daarom goedkoper dan andere edelgassen
- Argon heeft het hoogste ionisatiepotentiaal van alle elementen (behalve helium, fluor en neon). Daarom heeft de reactie (Ar+ + e− → Ar) meer energie-inhoud dan (M+ + e− → M). Dit garandeert dat ook de elementen van het monster die een hoge ionisatiepotentiaal hebben, geïoniseerd worden (als M+).

### Monsterintroductie
Er zijn verschillende manieren om een monster geschikt te maken om in te voeren in een ICP. 

##### In oplossing brengen
Meestal zal men kiezen voor een sterk zuur. Bij moeilijk oplosbare monsters zal een autoclaaf vaak de oplossing bieden. Dan kan deze vloeistof worden verstoven met een geschikte verstuiver, waarvan verschillende typen bestaan, zoals cross-flow, concentrisch pneumatisch, Babington, ultrasoon enz. De nevel die ontstaat moet ontdaan worden van (te) grote druppels door middel van een soort labyrintruimte, de “cyclonic-spraychamber”. Daarna kan de nevel in de centrale buis van de toorts worden geleid.

##### Interne standaard
Meestal wordt het monster door een peristaltische pomp of een aetrische pomp in de verstuiver gebracht, waarna een fractie van het verstoven monster in het plasma terechtkomt. Omdat de werking van zowel de peristaltische pomp als de verstuiver afhangt van variabelen als omgevingstemperatuur, luchtvochtigheid, mate van vervuiling en mate van slijtage kan de hoeveelheid monster die uiteindelijk in het plasma belandt tot wel enkele procenten variëren. Daarom is het in veel gevallen noodzakelijk om gebruik te maken van een interne standaard. Een veelgebruikte interne standaard is yttrium.

##### Autosampler
In bijna alle gevallen kunnen monsterautomaten de inbreng van de monsters automatiseren zodat grote aantallen monsters na elkaar gemeten kunnen worden zonder dat menselijke interventie noodzakelijk is.

## Detectiemethoden
De karakteristieke emissie die door het monster in het plasma wordt uitgezonden, wordt opgevangen en geanalyseerd in een Emissiespectrometer.

## Andere toepassingen
Omdat een plasma geladen deeltjes levert, kunnen die ook in een massaspectrometer worden gevoerd. Deze techniek heet ICP-MS en is rond 1980 onderzocht en na 1985 in gebruik gekomen. Het voordeel is de veel grotere gevoeligheid voor de meeste elementen (soms wel een factor 100.000) en de relatieve eenvoud van een discreet massaspectrum (ongeveer 250 massanummers) ten opzichte van een optisch spectrum, dat continu van karakter is en dus oneindig veel golflengten omvat die gemeten kunnen worden.